# Red River (Nuovo Messico)
Red River è un comune degli Stati Uniti d'America, situato nello stato del Nuovo Messico, nella contea di Taos.